# Бедфорд (Њујорк)
Бедфорд (енгл. Bedford) насељено је место без административног статуса у америчкој савезној држави Њујорк.

## Демографија
По попису из 2010. године број становника је 1.834, што је 110 (6,4%) становника више него 2000. године.
| Група             | 2000.         | 2010.         |
| Белци             | 1.637 (95,0%) | 1.613 (87,9%) |
| Афроамериканци    | 5 (0,3%)      | 16 (0,9%)     |
| Азијати           | 32 (1,9%)     | 52 (2,8%)     |
| Хиспаноамериканци | 40 (2,3%)     | 133 (7,3%)    |
| Укупно            | 1.724         | 1.834         |